# ميغيل انخيل سولا
ميغيل انخيل سولا (بالإسبانية: Miguel Ángel Solá)‏ هو ممثل إسباني وأرجنتيني، ولد في 14 مايو 1950 ببوينس آيرس في الأرجنتين.

## وصلات خارجية
- ميغيل انخيل سولا على موقع IMDb (الإنجليزية)
- ميغيل انخيل سولا على موقع ألو سيني (الفرنسية)
- ميغيل انخيل سولا على موقع ميوزك برينز (الإنجليزية)
- ميغيل انخيل سولا على موقع أول موفي (الإنجليزية)
- ميغيل انخيل سولا على موقع قاعدة بيانات الأفلام السويدية (السويدية)
- ميغيل انخيل سولا على موقع كينوبويسك (الروسية)